# Androcalymma glabrifolium
Androcalymma es un género monotípico de plantas fanerógamas perteneciente a la familia Fabaceae. Su única especie: Androcalymma glabrifolium, es originaria de Brasil donde se distribuye por la Cuenca del Amazonas.

## Taxonomía
Androcalymma glabrifolium fue descrita por John Duncan Dwyer y publicado en Annals of the Missouri Botanical Garden 44(4): 295–297, f. 1. 1957[1958].